# Avni Doshi
Avni Doshi (* 1982 in New Jersey) ist eine US-amerikanische Autorin.

## Leben
Avni Doshi wuchs als Tochter indischer Immigranten in ihrer Geburtsstadt New Jersey auf. Seit ihrer Kindheit besuchte sie regelmäßig die Familie ihrer Mutter im indischen Pune und als Jugendliche half Doshi in der von Mutter Teresa gegründeten Mission in Kalkutta aus. Viele der weiblichen Familienmitglieder folgten der Aschram-Philosophie Oshos, die sie in ihrem ersten Roman verarbeiten sollte.
Sie studierte Kunstgeschichte am Barnard College in New York, das sie mit einem Bachelor of Arts verließ. Ein weiteres Studium in derselben Fachrichtung brachte ihr einen Master-Abschluss am University College London ein. Aufgrund ihrer Vorliebe für südasiatische Kunst zog sie eigenen Angaben zufolge 2012 nach Mumbai. Doshi selbst gibt an, sich fast ihr ganzes Erwachsenenleben als Außenseiterin in der Gesellschaft gefühlt zu haben. Daran änderte auch das Leben als alleinstehende Frau in Indien nichts. Dennoch habe die Perspektive der Beobachterin ihr später beim Schreiben geholfen. 2014 zog sie in die Vereinigten Staaten zurück, wo sie ihren späteren Ehemann kennenlernte, der aus Dubai stammte.
Doshi lebt mittlerweile mit ihrem Ehemann in Dubai. Aus der Verbindung stammen ein gemeinsamer Sohn (* 2018) und eine Tochter (* 2020).

## Wirken
Eigenen Angaben zufolge habe Doshi viel gelesen, aber nie viel geschrieben. Erst als sie ca. 20 Jahre alt war, begann sie sich für zeitgenössische Belletristik zu interessieren. Daraufhin fing Doshi mit dem Verfassen von Texten an. Artikel von ihr erschienen u. a. in den britischen Zeitschriften Vogue, Granta und The Sunday Times. Ein Artikel in der indischen Harper’s Bazaar, in der sie Unentschlossenheit über die Familienplanung äußerte, führte zu Verstimmung in ihrer Familie.
Ihr Romandebüt gab Doshi 2019 mit Girl in White Cotton, das zuerst in Indien veröffentlicht wurde. Es spielt im indischen Pune und erzählt von einer unkonventionellen Mutter-Tochter-Beziehung, die durch die Alzheimer-Erkrankung der Mutter noch verkompliziert wird. Girl in White Cotton soll in über 20 Sprachen übersetzt werden. Im Vereinigten Königreich erschien der Roman unter dem Titel Burnt Sugar und brachte Doshi 2020 eine Shortlist-Nominierung für den Booker Prize ein. Für das Manuskript hatte sie bereits 2013 den Tibor Jones South Asia Prize erhalten. Die sie vertretende Agentur ordnete aber eine umfassende Überarbeitung an. Daraufhin fertigte Doshi in sieben Jahren insgesamt acht unterschiedliche Entwürfe des Romans an. Mitten im Schreibprozess erkrankte Doshis Großmutter an Alzheimer. Doshi informierte sich über die Krankheit und baute diese als Komponente mit ein, auch wenn sie das Buch nicht autobiografisch nennt. Den Schreibprozess selbst beschrieb Doshi als harten „Kampf“, zumal sie weder über ein Studium im kreativen Schreiben verfügte noch Schreibkurse besucht hatte. 2018 reichte sie das fertige Manuskript ein.
Die finale Romanfassung fand großes Lob seitens der internationalen Fachkritik, die das Werk in eine Reihe mit Motherhood von Sheila Heti und Aftermath von Rachel Cusk bzw. Jenny Offills Weather oder Diana Evans’ Ordinary People stellte oder es mit den Arbeiten Deborah Levys verglich. Auch Berufskolleginnen wie Fatima Bhutto, Elizabeth Gilbert oder Olivia Sudjic äußerten sich lobend über Doshis Debütwerk.

## Werke
- Girl in White Cotton.  New Delhi : Fourth Estate, 2019. – ISBN 978-93-5357-138-2.
  - Vereinigtes Königreich: Burnt Sugar. London : Penguin Books, 2020. – ISBN 978-0-241-44151-0.
  - bitterer zucker: Roman. Übersetzung Frauke Brodd. btb, 2021

## Auszeichnungen
- 2013: Tibor Jones South Asia Prize für das unveröffentlichte Manuskript von Girl in White Cotton
- 2014: Charles Pick Fellowship